# Clara Forster
Clara Forster, met gehuwde naam Claire von Greyerz (Mainz, 21 november 1789 – Bayreuth, 3 februari 1839) was een papierknipkunstenaar in de Duitse Bond.

## Levensloop
Als kind maakte ze meerdere verhuizingen mee met haar ouders Georg Forster, een natuurvorser, en Marie Therese Heyne, een journaliste. Haar vader raakte meer en meer politiek actief in Mainz, waar in 1792 de republiek Mainz werd uitgeroepen. Clara Forster vluchtte met haar moeder en haar oudere zus Therese Forster in datzelfde jaar naar Straatsburg. In 1794 stierf haar vader en hertrouwde haar moeder met Ludwig Ferdinand Huber, een journalist met wie haar moeder al jaren een relatie had. Er volgden nog verblijven van het gezin Huber-Forster in Bôle (1794-1798) in het vorstendom Neuchâtel, in Tübingen, Stuttgart en Ulm (1798-1804). 
In Stuttgart maakte Forster kennis met Gottlieb von Greyerz, die als boswachter en toezichter werkte in het koninkrijk Beieren. Na hun verhuizing naar Ulm verloofde Forster zich per brief met hem in 1804. Ze zouden twee jaar later huwen, echter in datzelfde jaar 1804 stierf Forsters stiefvader. De huwelijksdatum werd vervroegd zodat Forster en von Greyerz op 9 mei 1805 huwden in Göppingen. Ze woonden op diverse plaatsen in Beieren naargelang het werk van haar man. Zo woonde het echtpaar in Stoffenried, Günzburg, Augsburg en ten slotte in Bayreuth. Tussen 1806 en 1832 had het echtpaar tien kinderen.
Forster moeder, Therese Huber, woonde bij hen in samen met de jongste broers en zussen. Dit was de situatie van 1806, onmiddellijk na het huwelijk, tot 1816. Moeder keerde terug, ditmaal alleen, in 1823 en zij overleed in het gezin in 1829.
In Augsburg werd Forster bevriend met de voormalige koningin-gemalin van Holland Hortense de Beauharnais. De oudste kinderen van Clara Forster volgden zelfs private lessen samen met prins Lodewijk Napoleon, de latere keizer Napoleon III van Frankrijk. Later toen Forster in Bayreuth woonde, bezocht ze Hortense de Beauharnais in het kasteel Arenenberg (1836) in Zwitserland. Forster schreef een verslag van haar verblijf bij de Beauharnais, dat voor tijdgenoten een levendig en gedetailleerde beschrijving was van het leven van prins Lodewijk Napoleon. Dit verslag werd in 1838 gepubliceerd in het Unterhaltungsblatt für on von Frauen en opnieuw gepubliceerd in de Thurgauer Jahrbuch 1941. Forster stierf in Bayreuth een jaar later (1839).

## Papierknipkunst
Forster was een onderlegde papierknipkunstenaar. Zij begon met papier knippen toen zij als zesjarig meisje lange tijd ziek was. 
Luise Duttenhofer was een papierknipkunstenaar met atelier in Stuttgart. Duttenhofer leerde haar de knepen van het vak. Forster kwam met haar in contact, waarschijnlijk in de jaren 1813-1815, tijdens een van de dienstreizen van haar man. De twee vrouwen wisselden kunstwerkjes uit zodat in de Duttenhofer collectie in het Schiller-Nationalmuseum in Marbach am Neckar ook werken van Forster te zien zijn. 
In het Lexikon der Künsterlinnen 1700-1900 Deutschland-Österreich-Schweiz wordt haar stijl omschreven als poëtisch, allegorisch, romantisch en dit steeds met lieflijke achtergronden. De thema’s van haar papierknipkunst zijn dan ook huiselijke scènes, Klassieke Oudheid en mythologische scènes, soms ook wel Bijbelse of Indische motieven die Forster tegenkwam bij het lezen. In sommige publicaties van haar moeder, die journaliste was om den brode, zijn werkjes gebruikt als illustratie.
In de Mainzer Frauenkalender 2017 in haar geboortestad staat zij vermeld als een van de kenmerkende vrouwen uit de geschiedenis van de stad Mainz.

## Kinderen
De tien kinderen van Gottlieb en Claire von Greyerz waren:
- Maximimilian Leon Emil (1806-1806), geboren en gestorven in Stoffenried
- Maria Emilie Therese (1808-1890), geboren in Stoffenried
- Walo (1809-1815), geboren in Günzburg
- Georg Leo Emil (1811-1869), geboren in Günzburg, boswachter in kanton Bern, Zwitserland
- Alphons (1813-1864), geboren in Günzburg, leraar in Bern
- Friedrich Karl Walo (1815-1904), geboren in Günzburg, boswachter in Lenzburg, Zwitserland
- Ludwig Ferdinad Adolph (1818-1871), geboren in Günzburg, boswachter in kanton Bern
- Ida Emma Klara (1820-1913), geboren in Günzburg
- Otto Aimé (1829-1882), geboren in Bayreuth, rooms-katholiek priester
- Adeline (1832-1896), geboren in Bayreuth.